# 620 Drakonia
Drakonia (asteróide 620) é um asteróide da cintura principal, a 2,1075357 UA. Possui uma excentricidade de 0,134571 e um período orbital de 1 388,04 dias (3,8 anos).
Drakonia tem uma velocidade orbital média de 19,08626726 km/s e uma inclinação de 7,73484º.
Esse asteróide foi descoberto em 26 de Outubro de 1906 por Joel Metcalf.